# Вермёлен, Инге
Инге Йохана Франциска Вермёлен (нидерл. Inge Joanna Francisca Vermeulen; 6 января 1985, Американа, штат Сан-Паулу, Бразилия — 10 января 2015, Утрехт, Нидерланды) — нидерландская хоккеистка на траве, чемпионка Европы по хоккею на траве (2009).

## Спортивная карьера
С момента рождения была удочерена голландской семьей и детство провела в Утрехте. Начала свою хоккейную карьеру в клубе HBS Craeyenhout из Гааги, оттуда в 2007 г. перешла в ХК «Блумендал», а затем в Stichtsche Cricket en Hockey Club (SCHC). Уже в своем первом сезоне в составе нового клуба она была признана лучшим вратарем лиги. В сезоне 2013/14 стала серебряным призёром чемпионата Нидерландов.
В 2008 г. дебютировала в составе сборной на международной арене в матче против команды Германии (2:1). На зимнем первенстве Европы в Альмерия (2008) стала бронзовым призёром, а в розыгрыше Трофеz чемпионов по хоккею на траве среди женщин среди женщин в Сиднее (2009) — бронзовым призёром после победы над Германией со счетом 5:2. В том же году в составе сборной Нидерландов стала чемпионкой Европы в голландском Амстелвене; была признана лучшим вратарем турнира.
В 2010 г. последний раз выступала за сборную Нидерландов, решив с 2012 г. представлять команду Бразилии, в том числе с ориентиром на летний олимпийский турнир 2016 г. На чемпионате Южной Америки (2013) бразильянка заняли четвёртое место, а Вермёлен была признана лучшим вратарем турнира.
Через четыре дня после своего 30-летия была найдена мертвой у себя дома в Утрехте, покончив жизнь самоубийством, точные причины которого остаются неизвестными.